# Mit Ozyrysa

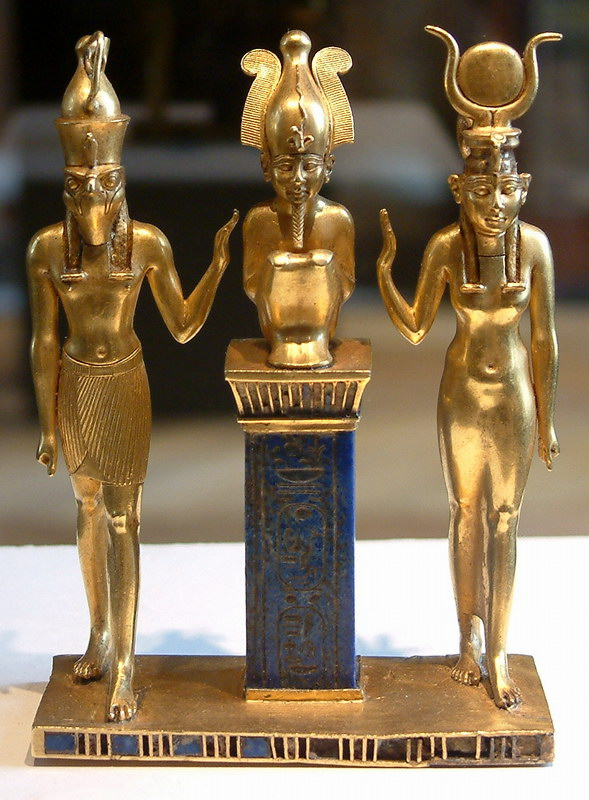
Od lewej do prawej: Horus, Ozyrys i Izis. XXII dynastia

Mit Ozyrysa – najbardziej rozbudowana i bliska ludziom historia w mitologii starożytnego Egiptu. Dotyczy zabójstwa boga Ozyrysa, pierwotnego króla Egiptu, i jego konsekwencji. Morderca Ozyrysa, jego brat Set, uzurpuje sobie tron. Tymczasem żona Ozyrysa, Izyda, przywraca ciało męża, pozwalając mu pośmiertnie począć syna Horusa. Pozostała część opowieści koncentruje się na Horusie, który z początku jest wrażliwym dzieckiem chronionym przez matkę, a następnie staje się rywalem Seta o tron. Ich często gwałtowny konflikt kończy się triumfem Horusa, który przywraca Maat (porządek kosmiczny i społeczny) do Egiptu po niesprawiedliwych rządach Seta i kończy proces zmartwychwstania Ozyrysa.
Mit o złożonej symbolice jest integralną częścią starożytnych egipskich koncepcji królestwa i sukcesji, konfliktu między porządkiem a nieporządkiem, a zwłaszcza śmierci i zaświatów. Wyraża także zasadniczy charakter każdego z czterech bóstw w jego centrum, a wiele elementów ich kultu w starożytnej religii egipskiej wywodzi się z tego mitu.
Mit Ozyrysa osiągnął swoją podstawową formę w XXIV wieku p.n.e. lub wcześniej. Wiele jego elementów wywodzi się z idei religijnych, ale walka między Horusem a Setem mogła być częściowo zainspirowana regionalnym konfliktem we wczesnej dynastii lub prehistorycznym Egipcie. Uczeni próbowali rozpoznać dokładny charakter wydarzeń, które doprowadziły do powstania tej historii, ale nie doszli do ostatecznych wniosków.
Fragmenty mitu pojawiają się w wielu tekstach egipskich, od tekstów pogrzebowych i magicznych zaklęć po opowiadania. Historia jest zatem bardziej szczegółowa i spójna niż jakikolwiek inny starożytny egipski mit. Jednak żadne egipskie źródło nie podaje pełnego opisu mitu, a źródła różnią się znacznie w swoich wersjach wydarzeń. Pisma greckie i rzymskie, zwłaszcza „O Izydzie i Ozyrysie” autorstwa Plutarcha, dostarczają więcej informacji, ale nie zawsze mogą dokładnie odzwierciedlać poglądy egipskie. Dzięki tym pismom mit Ozyrysa przetrwał po utracie wiedzy o najdawniejszych wierzeniach egipskich i jest nadal dobrze znany.